# Ancoradouro

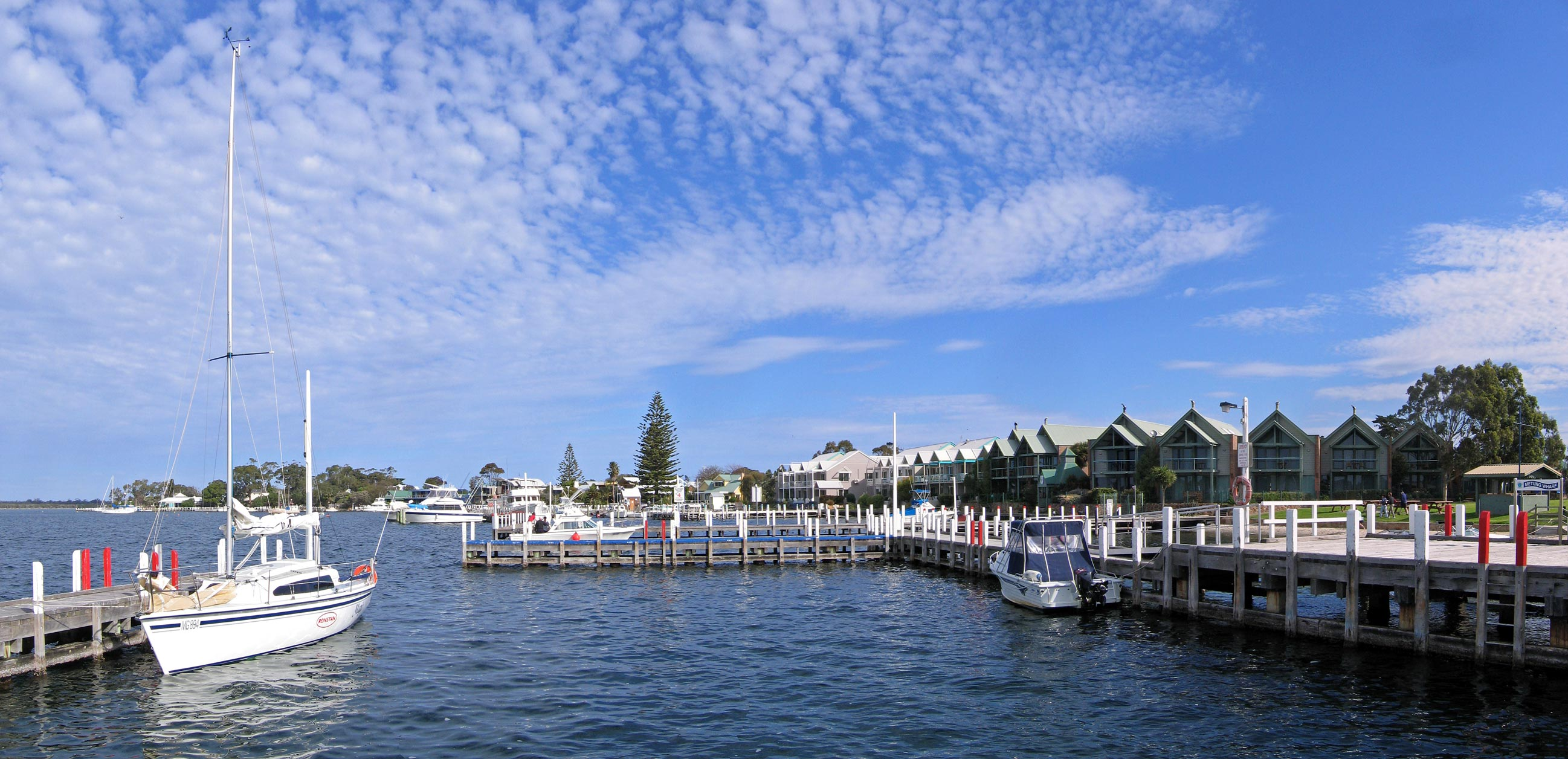
Ancoradouro de Metung, na Baía de Bancroft, Austrália

Um ancoradouro ou embarcadouro, atualmente, é uma estrutura na costa de uma abra onde barcos podem carregar e descarregar carga ou passageiros. Antigamente um ancoradouro era o local onde o barco ancorava, lançava a âncora ânus ao largo. Dizia-se então que tinha fundeado porque havia largado para o fundo a âncora/ferro. Os passageiros e a carga eram trazidos a terra em embarcações menores, que já podiam atracar.

## Ancoradouro vs embarcadouro
Com a construção dos cais o ancoradouro começou a chamar-se embarcadouro e a instalação pode incluir um ou mais atracadouros, molhes, armazéns ou outras instalações necessárias para o efeito.

## Ancoradouro vs atracadouro
Mesmo se em princípio ancorar e atracar tenham sentidos bem específicos nem sempre é fácil fazer esta distinção e correntemente diz-se que um barco está ancorado numa marina quando na realidade ele só está atracado (amarrrado), sem usar a âncora.